# Powiat konstantynowski
Powiat konstantynowski – powiat istniejący w latach 1867–1932 w województwie lubelskim. Jego ośrodkiem administracyjnym był Janów Podlaski, jednakże nazwę powiatu utworzono od sąsiedniego Konstantynowa, aby powiatu nie mylić z powiatem janowskim w pobliskiej guberni lubelskiej.
Powiat konstantynowski utworzono w 1867 roku w guberni siedleckiej Królestwa Polskiego z połowy dotychczasowego powiatu bialskiego. W 1919 powiat wszedł w skład województwa lubelskiego II Rzeczypospolitej.
1 kwietnia 1923 roku z powiatu konstantynowskiego wyłączono gminę Swory i włączono ją do powiatu bialskiego.
1 lipca 1923 roku z powiatu konstantynowskiego wyłączono gminę Przesmyki i włączono ją do powiatu siedleckiego. 
Z dniem 1 kwietnia 1932 roku powiat konstantynowski został zniesiony, a należące do niego gminy włączone do powiatów: bialskiego i siedleckiego.

## Podział administracyjny
Powiat składał się z:
- rok 1879: 16 gmin wiejskich (z 4 osadami miejskimi)
- rok 1923: 2 miast i 15 gmin wiejskich (z 2 osadami miejskimi)
- rok 1932: 2 miast i 12 gmin (z 2 osadami miejskimi)

- Miasta:
  - Janów Podlaski (1870–1919 osada miejska w wiejskiej gminie Janów[5]) (B)
  - Łosice (1870–1919 osada miejska w wiejskiej gminie Łosice) (S)

- Gminy:
  - gmina Bohukały (B)
  - gmina Górki (utworzona w 1915 z części gmin Chlebczyn, Czuchleby, Kornica i Łysów) (S)
  - gmina Hołowczyce (B)
  - gmina Huszlew (S)
  - gmina Kornica (S)
  - gmina Łysów (S)
  - gmina Olszanka (S)
  - gmina Pawłów (B)
  - gmina Przesmyki (S – lipiec 1923)
  - gmina Rokitno (B)
  - gmina Sarnaki (wraz z osada miejską Sarnaki; utworzona w 1915 z głównej części gminy Chlebczyn) (S)
  - gmina Swory (B – kwiecień 1923)
  - gmina Świniarów (utworzona w 1915 z głównej części gminy Czuchleby) (S)
  - gmina Witulin (B)
  - gmina Zakanale (wraz z osada miejską Konstantynów) (B)

W nawiasie podano skrót powiatu docelowego po zniesieniu powiatu konstantynowskiego: 
(B)=bialski, (S)=siedlecki